# Hiroto Iwabuchi
Hiroto Iwabuchi (japanisch 岩渕 弘人 Iwabuchi Hiroto; * 17. September 1997 in der Präfektur Iwate) ist ein japanischer Fußballspieler.

## Karriere
Hiroto Iwabuchi erlernte das Fußballspielen in der Schulmannschaft der Tono High School sowie in der Universitätsmannschaft der Sendai University. Seinen ersten Vertrag unterschrieb er am 1. Februar 2020 beim Iwaki FC. Der Verein aus Iwaki, einer Stadt in der Präfektur Fukushima auf Honshū, spielte in der vierten japanischen Liga, der Japan Football League. Am Ende der Saison 2021 feierte er mit Iwaki die Meisterschaft und den Aufstieg in die dritte Liga. Sein Drittligadebüt gab Hiroto Iwabuchi am 13. März 2022 (1. Spieltag) im Auswärtsspiel gegen den Kagoshima United FC. Hier stand er in der Startelf und wurde in der 55. Minute gegen Kaina Tanimura ausgewechselt. Das Spiel endete 1:1. Am Ende der Saison feierte er mit Iwaki die Meisterschaft und den Aufstieg in die zweite Liga. Nach vier Spielzeiten wechselte er im Januar 2024 zum Ligakonkurrenten Fagiano Okayama. Am Ende der Saison 2024 belegte er mit Okayama den fünften Tabellenplatz und qualifizierte sich somit zu den Aufstiegsspielen zur ersten Liga. Hier konnte man sich im Finale gegen Vegalta Sendai durchsetzen und stieg somit in die erste Liga auf.

## Erfolge
Iwaki FC
- Japanischer Viertligameister: 2021  ▲
- Japanischer Drittligameister: 2022  ▲